# São Vicente Ferreira
São Vicente Ferreira es una freguesia portuguesa perteneciente al municipio de Ponta Delgada, situado en la Isla de São Miguel, Región Autónoma de Azores. Posee un área de 11,37 km² y una población total de 1 664 habitantes (2001). La densidad poblacional asciende a 146,4 hab/km². Se encuentra a una latitud de 37°49'N y una longitud 25°39'O. La freguesia se encuentra a 7 m s. n. m. La actividad principal es la agricultura. Está bañada por el océano Atlántico al norte.

## Freguesiasadyacentes
- Capelas, nordeste
- Arrifes, suroeste
- Fajã de Cima, sureste
- Livramento, sureste

- Datos: Q1998251
- Multimedia: São Vicente Ferreira / Q1998251

1. ↑  Worldpostalcodes.org,código postal n.º 9545-535.